# Ainavarto naturreservat
Ainavarto naturreservat är ett naturreservat i Gällivare kommun i Norrbottens län.
Området är naturskyddat sedan 2020 och är 15 hektar stort. Reservatet ligger nordost om Nattavaara och består av granurskog och öppna våtmarker.